# Ali Saïdi-Sief
Ali Saïdi-Sief (in arabo علي سعيدي سياف‎?; Costantina, 15 marzo 1978) è un ex mezzofondista algerino.
Prese parte a tre edizioni dei Giochi olimpici (Sydney 2000, Atene 2004 e Pechino 2008) conquistando, nel 2000, la medaglia d'argento nei 5000 metri piani con il tempo di 13'36"20.
Ai campionati del mondo di atletica leggera del 2001 vinse la medaglia d'argento nei 5000 metri piani, ma il titolo gli fu tolto in seguito al test anti-doping, dopo essere risultato positivo al nandrolone. Ricevette due anni di squalifica.

## Progressione

### 1500 metri piani
| Stagione | Risultato | Luogo      | Data       | Rank. Mond. |
| -------- | --------- | ---------- | ---------- | ----------- |
| 2005     | 3'34"48   | Atene      | 14-06-2005 | 28º         |
| 2004     | 3'32"46   | Bruxelles  | 03-09-2004 | 17º         |
| 2003     | 3'40"22   | Friburgo   | 23-08-2003 | -           |
| 2002     | -         | -          | -          | -           |
| 2001     | 3'29"51   | Losanna    | 4-7-2001   | 4º          |
| 2000     | 3'30"82   | Gateshead  | 28-08-2000 | 5º          |
| 1999     | 3'30"91   | Zurigo     | 11-08-1999 | 6º          |
| 1998     | 3'35"87   | Oslo       | 09-07-1998 | -           |
| 1997     | 3'37"47   | Bratislava | 10-06-1997 | -           |
| 1996     | 3'41"6 m  | Algeri     | 23-05-1996 | -           |

### Miglio
| Stagione | Risultato | Luogo      | Data       | Rank. Mond. |
| -------- | --------- | ---------- | ---------- | ----------- |
| 2001     | 3'48"23   | Oslo       | 13-7-2001  | -           |
| 2000     | -         | -          | -          | -           |
| 1999     | 3'51"90   | Roma       | 07-07-1999 | 7º          |
| 1998     | 3'54"40   | Bratislava | 09-06-1998 | -           |
| 1997     | 3'56"28   | Nizza      | 16-07-1997 | -           |

### 2000 metri piani
| Stagione | Risultato | Luogo      | Data       | Rank. Mond. |
| -------- | --------- | ---------- | ---------- | ----------- |
| 2001     | 4'46"88   | Strasburgo | 19-06-2001 | -           |
| 2000     | -         | -          | -          | -           |
| 1999     | 4'56"43   | Viareggio  | 13-08-1999 | -           |

### 3000 metri piani
| Stagione  | Risultato | Luogo     | Data       | Rank. Mond. |
| --------- | --------- | --------- | ---------- | ----------- |
| 2006      | 7'36"98   | Rethymno  | 21-07-2006 | 22º         |
| 2005      | 7'37"56   | Zurigo    | 19-08-2005 | 12º         |
| 2004      | -         | -         | -          | -           |
| 2003      | 7'30"79   | Bruxelles | 05-09-2003 | 2º          |
| 2002/2001 | -         | -         | -          | -           |
| 2000      | 7'25"02   | Monaco    | 18-08-2000 | 1º          |
| 1999      | 7'36"97   | Rieti     | 05-09-1999 | 22º         |

### 5000 metri piani
| Stagione  | Risultato | Luogo    | Data       | Rank. Mond. |
| --------- | --------- | -------- | ---------- | ----------- |
| 2009      | 13'32"69  | Algeri   | 11-06-2009 | 147º        |
| 2008      | 13'22"59  | Algeri   | 29-05-2008 | 87º         |
| 2007      | -         | -        | -          | -           |
| 2006      | 13'29"68  | Parigi   | 08-07-2006 | 112º        |
| 2005      | 13'13"50  | Helsinki | 11-08-2005 | 54º         |
| 2004      | 13'07"37  | Bergen   | 11-06-2004 | 23º         |
| 2003/2001 | -         | -        | -          | -           |
| 2000      | 12'50"86  | Roma     | 30-06-2000 | 3º          |
| 1999      | 13'39"5 m | n/d      | 01-01-1999 | -           |

### 1500 metri piani indoor
| Stagione  | Risultato | Luogo     | Data       | Rank. Mond. |
| --------- | --------- | --------- | ---------- | ----------- |
| 2004      | 3'36"02   | Karlsruhe | 15-02-2004 | -           |
| 2003/1999 | -         | -         | -          | -           |
| 1998      | 3'46"55   | Mosca     | 31-01-1998 | -           |

### 2000 metri piani indoor
| Stagione | Risultato | Luogo      | Data       | Rank. Mond. |
| -------- | --------- | ---------- | ---------- | ----------- |
| 1999     | 4'59"98   | Budapest   | 05-02-1999 | -           |
| 1998     | 5'06"31   | Birmingham | 15-02-1998 | -           |

### 3000 metri piani indoor
| Stagione  | Risultato | Luogo     | Data       | Rank. Mond. |
| --------- | --------- | --------- | ---------- | ----------- |
| 2009      | 7'51"22   | Karlsruhe | 15-02-2009 | 29º         |
| 2008/2007 | -         | -         | -          | -           |
| 2006      | 7'54"29   | Gand      | 26-02-2006 | 51º         |
| 2005      | -         | -         | -          | -           |
| 2004      | 7'48"20   | Stoccarda | 31-01-2004 | 33º         |
| 2003/2001 | -         | -         | -          | -           |
| 2000      | 7'36"25   | Stoccarda | 06-02-2000 | 2º          |
| 1999      | 7'51"56   | Erfurt    | 03-02-1999 | 14º         |

### 5000 metri piani indoor
| Stagione | Risultato | Luogo | Data       | Rank. Mond. |
| -------- | --------- | ----- | ---------- | ----------- |
| 2009     | 13'38"50  | Praga | 26-02-2009 | -           |

## Palmarès
| Anno | Manifestazione          | Sede      | Evento       | Risultato  | Prestazione | Note  |
| ---- | ----------------------- | --------- | ------------ | ---------- | ----------- | ----- |
| 1996 | Mondiali juniores       | Sydney    | 1500 m piani | 7º         | 3'42"12     |       |
| 1997 | Mondiali di cross       | Torino    | Individuale  | 17º        | 25'55"      |       |
| 1997 | Mondiali                | Atene     | 1500 m piani | Batteria   | 3'41"48     |       |
| 1999 | Mondiali indoor         | Maebashi  | 3000 m piani | 9º         | 8'02"20     |       |
| 1999 | Mondiali                | Siviglia  | 1500 m piani | Semifinale | 3'40"63     |       |
| 2000 | Mondiali di cross       | Vilamoura | Gara breve   | 16º        | 11'44       |       |
| 2000 | Giochi olimpici         | Sydney    | 5000 m piani | Argento    | 13'36"20    |       |
| 2001 | Mondiali                | Edmonton  | 5000 m piani | dq         | 13'02"16    | [ 2 ] |
| 2004 | Giochi olimpici         | Atene     | 5000 m piani | 10º        | 13'32"57    |       |
| 2005 | Giochi del Mediterraneo | Almería   | 5000 m piani | Oro        | 13'29"94    |       |
| 2005 | Mondiali                | Helsinki  | 5000 m piani | 5º         | 13'33"25    |       |
| 2006 | Mondiali di cross       | Fukuoka   | Gara breve   | 54º        | 11'34       |       |
| 2008 | Giochi olimpici         | Pechino   | 5000 m piani | Batteria   | 14'15"00    |       |

## Altre competizioni internazionali
1999
- 6º al Golden Gala ( Roma), miglio - 3'51"90

2000
- Argento alla IAAF Grand Prix Final ( Doha), 3000 metri piani - 7'47"16
- Oro al Golden Gala ( Roma), 5000 m piani - 12'50"86
- Oro all'Herculis ( Monaco), 3000 m piani - 7'25"02
- Oro all'ISTAF Berlin ( Berlino), 3000 m piani - 7'30"76

2001
- Oro ai Bislett Games ( Oslo), miglio - 3'48"23
- Oro all'Athletissima ( Losanna), 1500 m piani - 3'29"51

2003
- Oro al Memorial Van Damme ( Bruxelles), 3000 m piani - 7'30"79

2005
- 8º alla IAAF World Athletics Final ( Monaco), 3000 metri piani - 7'41"61